# Max Marchand
Max Marchand (24 novembre 1888 à Amsterdam - 26 avril 1957 à Baarn) était un maitre des échecs néerlandais.